# Llengües de Síria
L'àrab és la llengua oficial de Síria. Molts dialectes de l'àrab modern són utilitzats en vida diària, més notablement Levantine en el de l'oest i Mesopotamian al nord-est. Kurdish (En el seu Kurmanji forma) és àmpliament parlat en el Kurdish regions de Síria. Armenian I sirià Turkmen (Azeri) és parlat entre l'Armenian i Turkmen minories.
L'arameu era el lingua franca de la regió abans de l'advent d'Àrab, i és encara parlat entre assiris, i Clàssic Syriac és encara utilitzat com la llengua litúrgica de diversos Syriac denominacions cristianes. Més extraordinàriament, Occidental Neo-l'arameu és encara parlat en el poble de Ma‘loula així com dos neighboring pobles, 35 milles (56 km) nord-est de Damasc.
Llengua de Signe sirià és la llengua principal de la comunitat sorda. Molts van educar els sirians també parlen anglesos, francès, rus, alemany i espanyol, especialment dins Damasc i Alep i en les escoles Lycée Français Charles de Gaulle i l'École Française d'Alep.

## Àrab
L'àrab estàndard modern és la llengua d'educació, però no és l'idioma nadiu de tota la població. A casa, la majoria de sirians parlen dialectes d'àrab llevantí, concretament Àrab sirià Del sud, parlat en les ciutats de Damasc, Homs i Hama, i Tartous, i Àrab sirià Del nord, parlat en la regió d'Aleppo. Allied Els dialectes són parlats en les muntanyes costaneres. L'àrab libanès és de diverses maneres part de la família siriana Del sud, però és més correctament vist com a transitional dialecte entre ell i Àrab palestí. A causa de la història llarga de Síria de multiculturalism i imperialisme estranger, l'àrab sirià exhibeix uns estrats de vocabulari que inclou paraula borrowings de turc, Kurdish, Armenian, Syriac, francès, anglès, i Persa. Hi ha ortografia estandarditzada no, però normalment és escrit dins alfabet d'Àrab de correcte a esquerre.
Altres formes d'Àrab natively parlat dins Síria inclou:
- El dialecte parlat en el Jabal al-Druze (Jabal Al-àrab) muntanyes;
- El grup de dialecte oriental (Al-Hasakah i Deir ez-Zor), part de Mesopotamian Àrab;
- Bedawi Àrab, parlat pel Bedouin (nòmades).

No-indigenous dialectes d'Àrab, més notablement Àrab iraquià i Àrab palestí, és sovint utilitzat dins de les seves diàspores de refugiat respectives, especialment dins Damasc.